# Барнгілл (Огайо)
Барнгілл (англ. Barnhill) — селище (англ. village) в США, в окрузі Таскарвас штату Огайо. Населення — 383 особи (2020).

## Географія
Барнгілл розташований за координатами 40°26′59″ пн. ш. 81°22′4″ зх. д. / 40.44972° пн. ш. 81.36778° зх. д. (40.449663, -81.367908).  За даними Бюро перепису населення США в 2010 році селище мало площу 0,94 км², уся площа — суходіл.

## Демографія
Згідно з переписом 2010 року, у селищі мешкало 396 осіб у 146 домогосподарствах у складі 109 родин. Густота населення становила 422 особи/км².  Було 157 помешкань (167/км²).
Расовий склад населення:
| - 98,2 % — білих - 0,8 % — чорних або афроамериканців - 0,5 % — корінних американців |

До двох чи більше рас належало 0,5 %. Частка іспаномовних становила 1,5 % від усіх жителів.
За віковим діапазоном населення розподілялося таким чином: 27,5 % — особи молодші 18 років, 60,4 % — особи у віці 18—64 років, 12,1 % — особи у віці 65 років та старші. Медіана віку мешканця становила 36,8 року. На 100 осіб жіночої статі у селищі припадало 101,0 чоловіків;  на 100 жінок у віці від 18 років та старших — 90,1 чоловіків також старших 18 років.
Середній дохід на одне домашнє господарство  становив 51 579 доларів США (медіана — 42 292), а середній дохід на одну сім'ю — 48 796 доларів (медіана — 41 458). Медіана доходів становила 41 250 доларів для чоловіків та 23 125 доларів для жінок. За межею бідності перебувало 20,3 % осіб, у тому числі 33,0 % дітей у віці до 18 років та 6,1 % осіб у віці 65 років та старших.
Цивільне працевлаштоване населення становило 177 осіб. Основні галузі зайнятості: виробництво — 22,0 %, освіта, охорона здоров'я та соціальна допомога — 16,9 %, мистецтво, розваги та відпочинок — 14,1 %, будівництво — 14,1 %.